# 香港專業教育學院（觀塘）

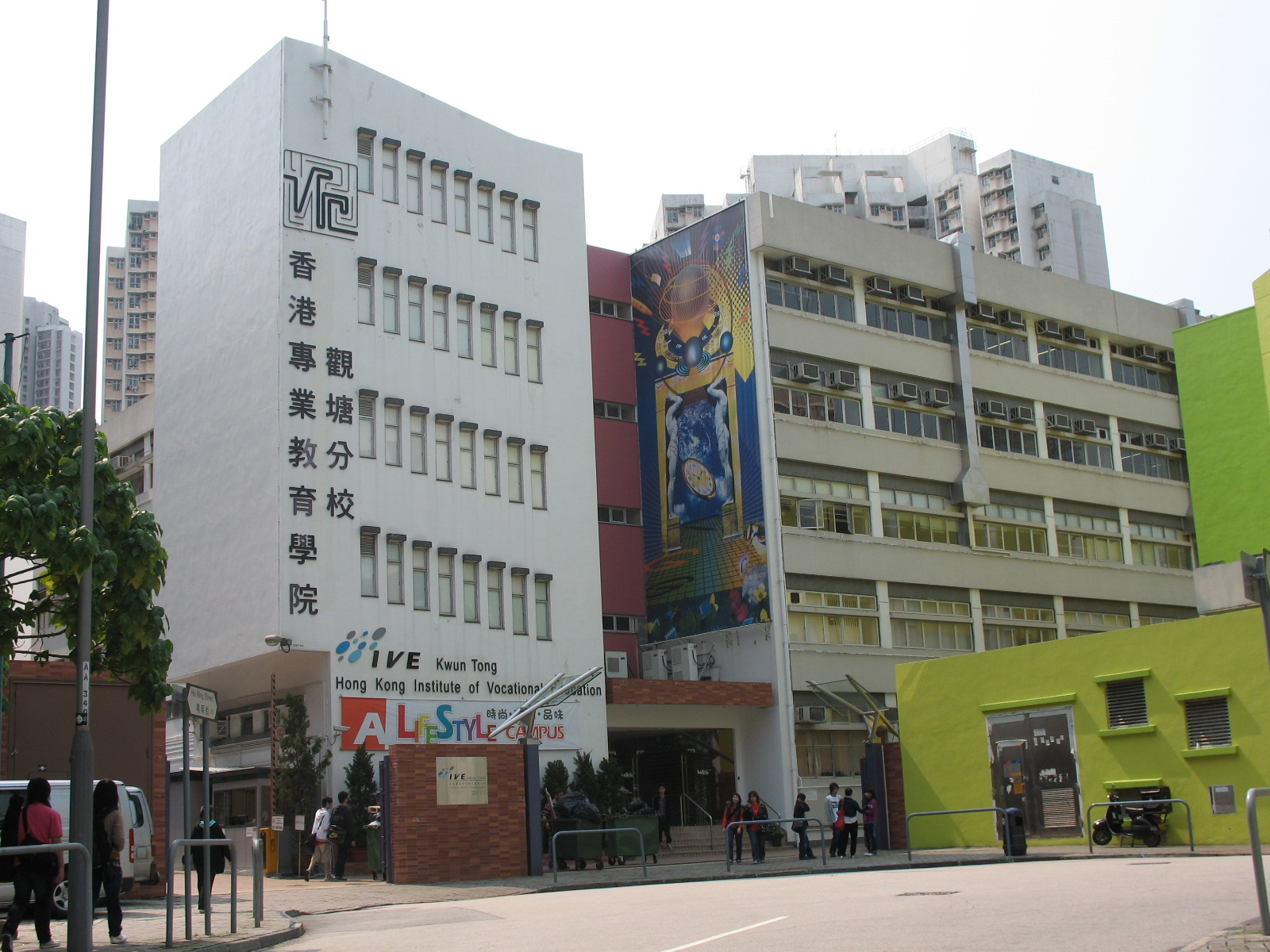
香港專業教育學院觀塘分校（2006年）

香港專業教育學院（觀塘）（英語：Hong Kong Institute of Vocational Education (Kwun Tong)，簡稱：IVE(KT)），是香港專業教育學院的分校，位於香港九龍觀塘曉明街25號。為配合東九龍地區各行業的人力需求，近年分校提供的課程集中於商業、數碼媒體及電子計算方面。

## 簡介
觀塘分校前身為教育司署管理的觀塘工業學院，在1972年9月進行前期探究，1974年9月開課、1975年6月9日全面落成，同年10月開幕。與葵涌分校同期興建，工程耗資約1600萬。
分校屬「擴展工業計劃」其中一部分，計劃預算在5-10年間興建7所位於主要工商業區和新發展區的工業學院，保證目前或未來工商業發展有充足人才提供。採用的上課形式早期又稱「日間部分時間給假制」，被認為是有效應付人力需求的最經濟方法。
學院於1982年移交給職業訓練局，1999年與其餘六間工業學院及兩間科技學院合併成「香港專業教育學院」並改為現稱。
由於香港知專設計學院沒有足夠空間設立園境建築及建築設計兩學科專用的工作室，而此校園則有較多空置房間，經兩院商討後，香港知專設計學院修讀該兩學科的學生專用之工作室設置於此校園。相關學生可同時參與由香港知專設計學院及此學院所舉辦的活動，惟其不會擁有香港專業教育學院觀塘分校學生會所有選舉之投票權及被選權。

## 設施
學院設施包括語文中心 、圖書館（學習資源中心）、飯堂、學生休息室、健身室、籃球場及網球場等康樂及膳食設施，餘下為課室。

## 歷任院長
- 陳雲青（1996年－2001年2月）
- 梁協雄（署理）（2001年2月－2002年1月）
- 高志超（2002年1月－2004年10月）
- 曾昭學（署理）（2004年10月－2004年12月）
- 曾昭學（2004年12月－2006年8月）
- 關永昌（2006年9月－2007年12月）
- 梁英強（2008年1月－2010年8月）
- 梁明珠（2010年9月－2017年9月）
- 林偉強（2017年9月－）

## 香港專業教育學院（觀塘）學生會
學生會是一個代表多名全日制學生的註冊團體。學生會成立的目的是服務同學，為同學謀求應有的福利，向院方反映同學的意見，舉辦不同類型的文娛、康樂、體育等活動，代表本院學生出席會議，以及與院外團體聯絡。

## 關連項目
- "Music in Motion" New Song Concert 新歌發佈音樂會

## 著名校友
- 鄭詩君：歌手，「農夫FAMA」組合成員
- 盧巧音：香港歌手
- 蕭慶峰：香港網絡名人、填詞人、YouTuber

## 軼事
1979年1月，分校從大昌行收到一個日產汽車的引擎連使用說明書。

## 未來發展
該校預計將於2030年，與香港專業教育學院（黃克競）一併遷往位於茶果嶺的新校舍。

## 外部連結
- 觀塘分校網頁 （页面存档备份，存于）